# Água Boa (Mato Grosso)
Pour les articles homonymes, voir Água Boa.
Água Boa est une municipalité brésilienne située dans l'État du Mato Grosso.